# Henrique de Magalhães Sales
Henrique de Magalhães Sales (? — ?) foi um político brasileiro.
Foi presidente da província de Alagoas, de 25 de agosto de 1883 a 3 de setembro de 1884.